# Ecological Modelling
Ecological Modelling ist eine englischsprachige Fachzeitschrift für Mathematische Modelle und Systemanalysen für die nachhaltige Nutzung von Ressourcen. Das Journal unterstützt die Arbeit der International Society of Ecological Modelling (ISEM). Es erscheint bei Elsevier.